# Los Kjarkas
Los Kjarkas é uma banda tradicional de música andina da Bolívia. Desde a década de 1960, está na ativa e é considerada a mais conhecida banda do gênero em todo o mundo. Foi fundada em 1965 na cidade de Capinota pelos irmãos Hermosa (Wilson, Castel e Gonzalo), assim como Édgar Villarroel. O nome da banda tem origem na palavra quíchua kharka, que significa "que ainda necessita ser afinado", "em modo de teste". Uma de suas canções, Llorando se Fue, foi traduzida sem autorização pelo grupo franco-brasileiro Kaoma, que, graças a ela (Chorando Se Foi), alcançou sucesso internacional. Depois de haver um processo entre Los Kjarkas e Kaoma, o grupo boliviano cedeu os direitos autorais ao grupo franco-brasileiro.